# Monophyllaea musangensis
Monophyllaea musangensis är en tvåhjärtbladig växtart som beskrevs av A. Weber. Monophyllaea musangensis ingår i släktet Monophyllaea och familjen Gesneriaceae. Inga underarter finns listade i Catalogue of Life.